# Болото Чорне Багно
Боло́то Чо́рне Багно́ (Чорні Багна) — гідрологічна пам'ятка природи загальнодержавного значення в Україні; водно-болотне угіддя. Розташоване в межах Іршавського району Закарпатської області, за 7 км на північний схід від села Підгірне і на північ від села Ільниця.

## Опис
Площа 34 га (за іншими даними — 15 га). Статус надано згідно з рішенням облвиконкому від 18.11.1969 року № 414, ріш. ОВК від 25.07.1972 року № 243, розп. РМ УРСР від 14.10.1975 року № 780–р, ріш ОВК від 23.10.1984 року № 253 (переданий у НПП «Зачарований край», з вилученням).
Являє собою сфагнове болото, витягнуте з півдня на північ, між горами Бужора (1085 м) на сході та Мартинський Камінь на заході, що в межах гірського масиву Великий Діл (частина Вигорлат-Гутинського вулканічного хребта). Висота над рівнем моря: мінімальна — 820 м, максимальна — 860 м.
Зростають рідкісні рослини: верес звичайний, водянка, журавлина болотна і дрібноплода, пухівка широколиста, сашник іржавий та інші.
У 2010 році ввійшов до Національного природного парку «Зачарований край».

## Галерея

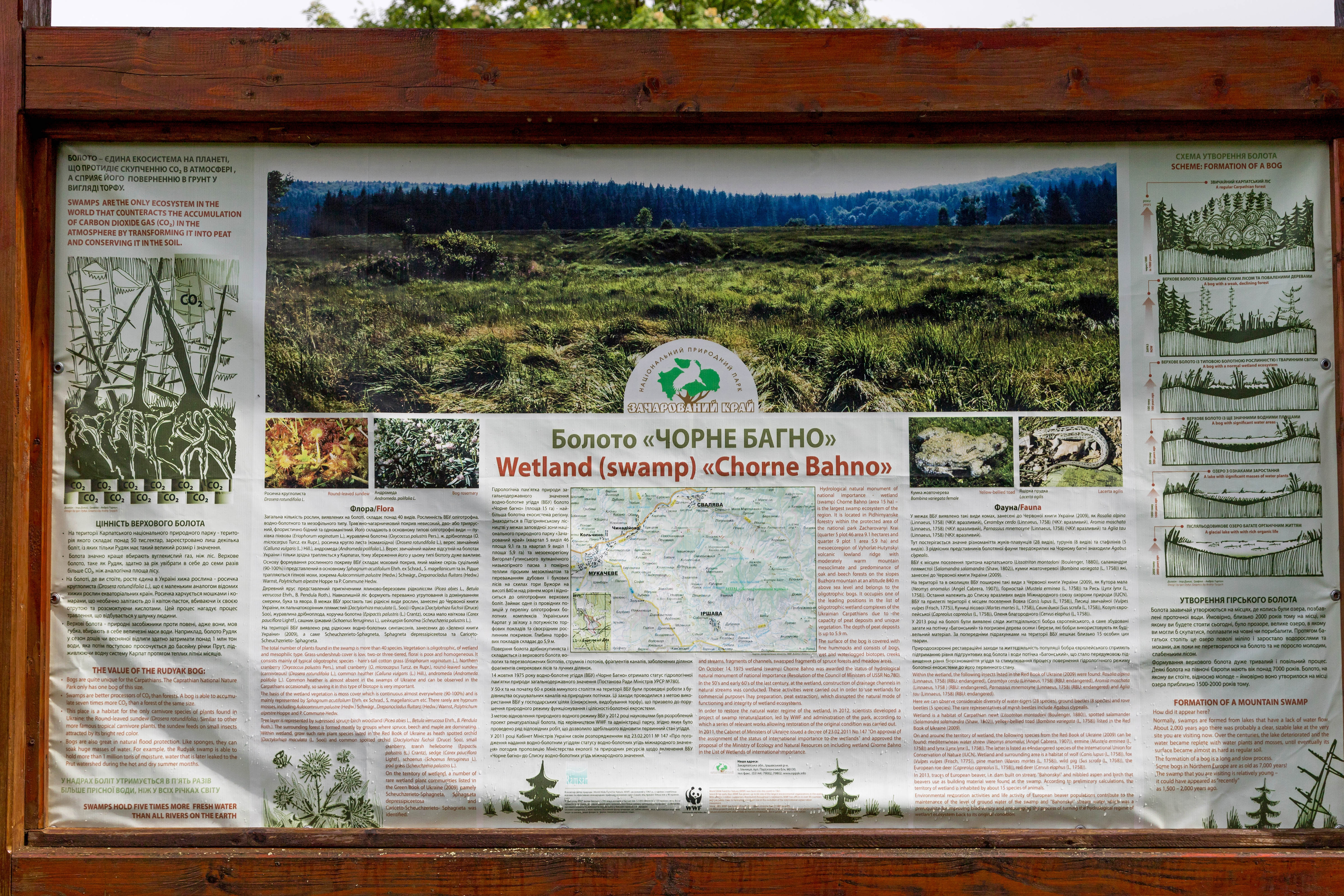
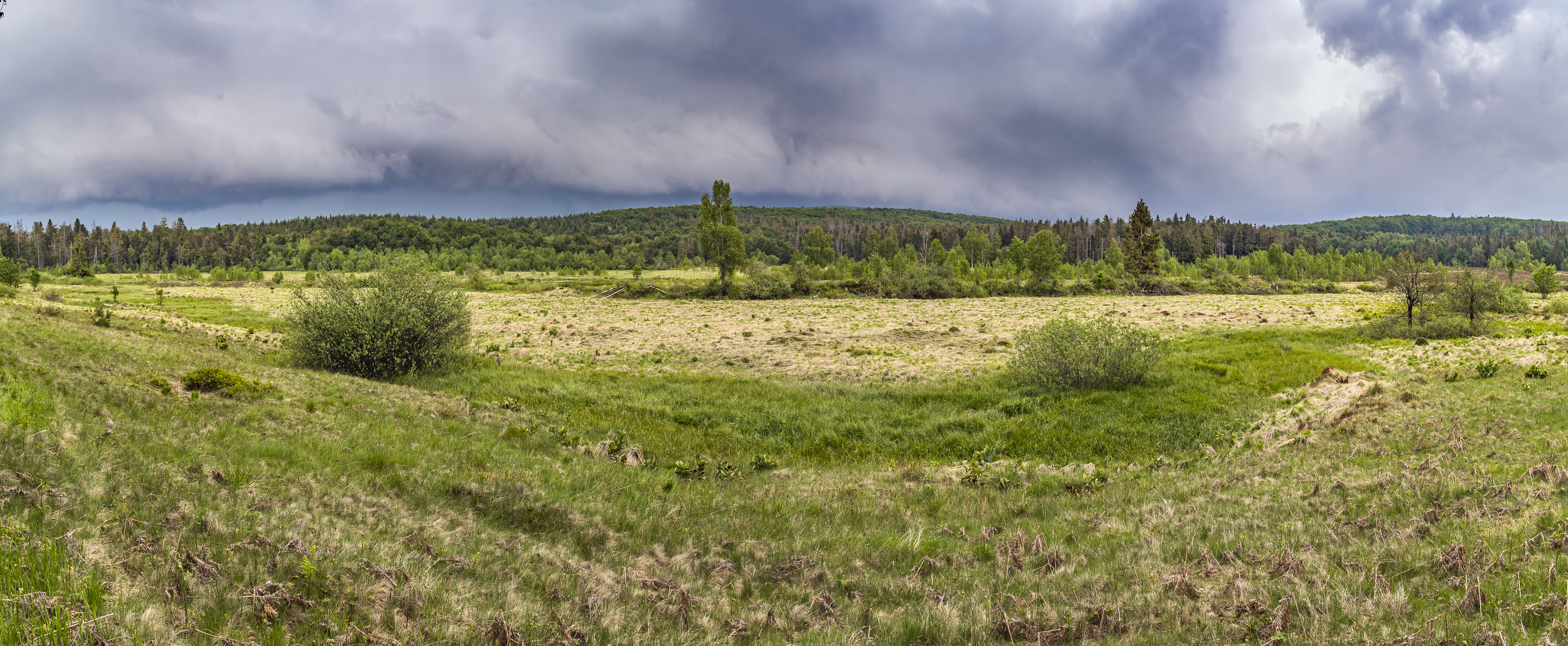
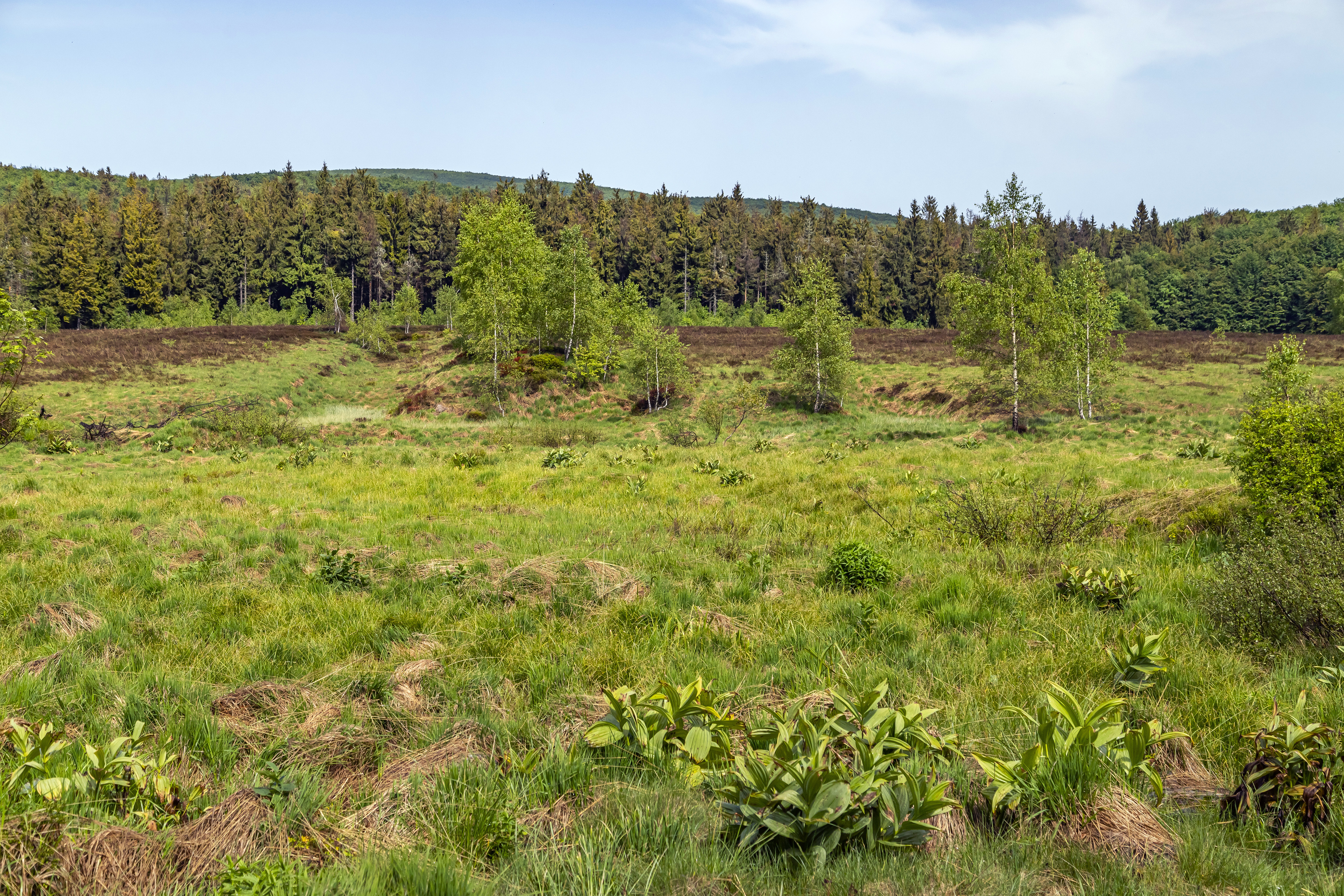